# Championnat de Bulgarie de football 1994-1995
 (avril 2023).
Navigation
Saison précédente Saison suivante
La saison 1994-1995 du Championnat de Bulgarie de football était la 71e édition du championnat de première division en Bulgarie. Les seize meilleurs clubs du pays se retrouvent au sein d'une poule unique, la Vissha Professionnal Football League, où ils s'affrontent deux fois, à domicile et à l'extérieur. À la fin de la saison, les trois derniers du classement sont relégués et remplacés par les trois meilleurs clubs de deuxième division.
Cette saison voit une nouvelle fois le sacre du PFK Levski Sofia, double tenant du titre, qui termine largement en tête du classement final, avec 11 points d'avance sur le Lokomotiv Sofia (vainqueur de la Coupe de Bulgarie) et 19 sur le Botev Plovdiv. C'est le 20e titre de champion de Bulgarie de l'histoire du club.

## Les 16 clubs participants
| - PFK Levski Sofia - FK CSKA Sofia - Etar Veliko Tarnovo - Litex Lovetch - Promu de D2 - FK Shumen - PFC Slavia Sofia - Lokomotiv Plovdiv - Lokomotiv Sofia | - Pirin Blagoevgrad - PFC Dobrudzha Dobrich - PFC Montana - Promu de D2 - Botev Plovdiv - Spartak Plovdiv - Promu de D2 - FC Lokomotiv Gorna Oryahovitsa - Beroe Stara Zagora - Neftochimik Burgas - Promu de D2 |

## Compétition

### Classement
Le barème utilisé pour établir le classement est donc le suivant :
- Victoire : 3 points
- Match nul : 1 point
- Défaite : 0 point

| Rang | Équipe                         | Pts | J  | G  | N | P  | Bp | Bc | Diff |
| ---- | ------------------------------ | --- | -- | -- | - | -- | -- | -- | ---- |
| 1    | PFK Levski Sofia T             | 79  | 30 | 26 | 1 | 3  | 84 | 15 | +69  |
| 2    | Lokomotiv Sofia C              | 68  | 30 | 21 | 5 | 4  | 59 | 30 | +29  |
| 3    | Botev Plovdiv                  | 60  | 30 | 18 | 6 | 6  | 66 | 31 | +35  |
| 4    | PFC Slavia Sofia               | 53  | 30 | 16 | 5 | 9  | 63 | 35 | +28  |
| 5    | CSKA Sofia                     | 46  | 30 | 13 | 7 | 10 | 51 | 46 | +5   |
| 6    | Spartak Plovdiv P              | 43  | 30 | 12 | 7 | 11 | 33 | 34 | -1   |
| 7    | Lokomotiv Plovdiv              | 42  | 30 | 13 | 3 | 14 | 48 | 38 | +10  |
| 8    | Neftochimik Burgas P           | 39  | 30 | 12 | 3 | 15 | 41 | 50 | -9   |
| 9    | Etar Veliko Tarnovo            | 36  | 30 | 10 | 6 | 14 | 31 | 54 | -23  |
| 10   | FK Shumen                      | 36  | 30 | 10 | 6 | 14 | 33 | 50 | -17  |
| 11   | Litex Lovetch P                | 36  | 30 | 10 | 6 | 14 | 25 | 46 | -21  |
| 12   | PFC Dobrudzha Dobrich          | 35  | 30 | 10 | 5 | 15 | 32 | 43 | -11  |
| 13   | PFC Montana P                  | 34  | 30 | 9  | 7 | 14 | 31 | 41 | -10  |
| 14   | FC Lokomotiv Gorna Oryahovitsa | 33  | 30 | 10 | 3 | 17 | 35 | 53 | -18  |
| 15   | Pirin Blagoevgrad              | 30  | 30 | 9  | 3 | 18 | 30 | 46 | -16  |
| 16   | Beroe Stara Zagora             | 12  | 30 | 3  | 3 | 24 | 27 | 77 | -50  |

|  | Qualification pour la Coupe des Coupes 1995-1996                                         |
|  | Qualification pour la Coupe UEFA 1995-1996                                               |
|  | Qualification pour la Coupe Intertoto 1995                                               |
|  | Relégation en deuxième division                                                          |
|  | T : Tenant du titre C : Vainqueur de la Coupe de Bulgarie P : Promu de deuxième division |

## Bilan de la saison
| Championnat de Bulgarie de football 1994-1995 |                                |
| Champion                                      | PFK Levski Sofia (20e titre)   |
| Coupes et trophées                            |                                |
| Vainqueur de la Coupe de Bulgarie 1994-1995   | Lokomotiv Sofia                |
| Qualifications continentales                  |                                |
| Coupe des Coupes 1995-1996                    | Lokomotiv Sofia                |
| Coupe UEFA 1995-1996                          | PFK Levski Sofia               |
| Coupe UEFA 1995-1996                          | Botev Plovdiv                  |
| Coupe UEFA 1995-1996                          | PFC Slavia Sofia               |
| Coupe Intertoto 1995                          | Spartak Plovdiv                |
| Coupe Intertoto 1995                          | Etar Veliko Tarnovo            |
| Promotions et relégations                     |                                |
| Promus en Vissha PFL                          | FK Spartak Varna               |
| Promus en Vissha PFL                          | Rakovski Ruse                  |
| Promus en Vissha PFL                          | Levski Kyustendil              |
| Relégués en B PFL                             | FC Lokomotiv Gorna Oryahovitsa |
| Relégués en B PFL                             | Pirin Blagoevgrad              |
| Relégués en B PFL                             | Beroe Stara Zagora             |